# Litteraturåret 1927

## Pristagare
- Nobelpriset – Henri Bergson, Frankrike[1]
- De Nios Stora Pris – Sigfrid Siwertz
- Letterstedtska priset för översättningar – Emil Olson för översättningen av Sturlassons Norges konungasagor

## Nya böcker

### A – G
- Amerika av Franz Kafka (senare utgiven som Den försvunne)
- De fem pärlorna av Elin Wägner
- De fyra stora av Agatha Christie
- De nya berättarna av Fredrik Böök
- Den store vävaren från Kashmir av Halldór Laxness
- Det besegrade livet av Pär Lagerkvist

### H – N
- Härdarna av Karin Boye
- Hösthorn av Erik Axel Karlfeldt
- I en främmande stad av Hjalmar Gullberg
- Kerrmans i Paradiset av Hjalmar Bergman
- Män utan kvinnor av Ernest Hemingway
- Mot fyren av Virginia Woolf

### O – U
- Passioner emellan av Vilhelm Ekelund
- Raskens av Vilhelm Moberg
- Sierra Madres skatt av B. Traven
- Slättbyhistorier av Ola Hansson
- Snörmakare Lekholm får en idé av Gustaf Hellström
- Stad i mörker av Eyvind Johnson
- Stäppvargen av Hermann Hesse
- Upproret av Rudolf Värnlund

### V – Ö
- Vagabondliv i Frankrike av Ivar Lo-Johansson (debut)
- Årets saga av Elsa Beskow[2]

## Födda
- 17 januari – Astrid Bergman Sucksdorff, svensk fotograf och författare.
- 9 februari – Rainer Maria Gerhardt, tysk författare.
- 24 februari – Stig Ramel, svensk affärsman och författare, vd för Nobelstiftelsen 1972–92.
- 6 mars – Gabriel García Márquez, colombiansk författare, nobelpristagare 1982.
- 24 mars – Martin Walser, tysk författare, dramatiker och manusförfattare.
- 27 mars – Cecil Bødker, dansk författare.
- 28 mars – Marianne Fredriksson, svensk författare och journalist.
- 23 april – Sven Lyra, svensk gymnast, poet, estradör och kulturpersonlighet.
- 4 maj – Björn Lundegård, svensk författare och medlem av Metamorfosgruppen.
- 7 maj – Ruth Prawer Jhabvala, tysk-brittisk författare.
- 11 maj – Hans-Eric Hellberg, svensk författare.
- 16 maj – Asta Bolin, svensk författare, kulturjournalist och skådespelare.
- 25 maj – Robert Ludlum, amerikansk författare.
- 27 maj – Peter Matthiessen, amerikansk författare.
- 4 juni – Torben Brostrøm, dansk författare och litteraturkritiker.
- 11 juni – Karl-Axel Häglund, svensk författare.
- 15 juni – Sarane Alexandrian, fransk essäist och romanförfattare.
- 11 juli – Dénis Lindbohm, svensk författare.
- 19 juli – Jan Myrdal, svensk författare.
- 9 augusti – Daniel Keyes, amerikansk science fiction-författare.
- 20 september – Elisabet Hermodsson, svensk författare, bildkonstnär, kulturjournalist och viskompositör.
- 3 oktober – Jan Håkansson, svensk författare.
- 9 oktober – Folke Isaksson, svensk författare, översättare och litteraturkritiker.
- 16 oktober – Günter Grass, tysk författare, nobelpristagare 1999.
- 26 oktober – Gunvor Bonds, svensk konstnär och författare.
- 4 december – René Fallet, fransk författare.
- 22 december – Mauritz Edström, svensk författare och journalist.

## Avlidna
- 3 april – Maria Sandel, 56, svensk författare.
- 15 april – Gaston Leroux, 58, fransk författare, skrev Fantomen på Operan.
- 14 juni – Jerome K. Jerome, 68, brittisk författare.
- 14 september – Hugo Ball, 41, tysk författare.
- 20 december – Michael Georg Conrad, 81, tysk författare.

### Fotnoter
1. ↑  ”Nobelpriset i litteratur”. https://www.nobelprize.org/prizes/lists/all-nobel-prizes-in-literature/. Läst 20 mars 2011.
2. ↑  ”Elsa Beskows boktitlar”. Arkiverad från originalet den 14 december 2012. https://web.archive.org/web/20121214172009/http://kampanj.bonniercarlsen.se/beskow/titlar1.htm. Läst 12 april 2011.